# Калояновец
Калоя̀новец е село в Южна България, община Стара Загора, област Стара Загора.

## География
Село Калояновец се намира на около 13 km юг-югозападно от областния и общински център Стара Загора и 24 km североизточно от град Чирпан. Разположено е в западната периферия на Старозагорското поле в Горнотракийската низина. Южно покрай селото тече на изток река Ракитница. Надморската височина в центъра на селото при кметството е около 189 m. Климатът е преходно-континентален; преобладават наносни почви.
Общински пътища водят от Калояновец: на север през село Християново към град Стара Загора; на запад (след отклонение на юг за село Арнаутито) до връзка с второкласния републикански път II-66 и по него на север към Стара Загора, а на юг към Чирпан; на юг през село Ловец и други села – към град Меричлери. На около километър северно от селото минава автомагистрала „Тракия“, с която то няма пряка връзка.
В западния край на селото е спирка „Калояновец“ на железопътната линия Пловдив – Бургас и железопътната линия Русе – Горна Оряховица – Подкова.
Землището на село Калояновец граничи със землищата на: село Ракитница на северозапад; село Християново на север; село Памукчии на изток; село Петрово на югоизток; село Ловец на юг; село Арнаутито на запад.
Етническият състав на населението на село Калояновец по численост и дял на етническите групи според преброяването през 2011 г. е:
| Етнически групи     | Численост | Дял (в %) |
| Общо                | 952       | 100       |
| Българи             | 641       | 67,33     |
| Турци               | 4         | 0,42      |
| Цигани              | 280       | 29,41     |
| Други               | 0         | 0         |
| Не се самоопределят | 5         | 0,53      |
| Не отговорили       | 22        | 2,31      |

Числеността на населението на село Калояновец по данните от преброяванията от 1934 г. насам се променя както следва:
| \| Година на преброяване \| Численост \| \| --------------------- \| --------- \| \| 1934 \| 1538 \| \| 1946 \| 1620 \| \| 1956 \| 1775 \| \| 1965 \| 1554 \| \| 1975 \| 1434 \| \| 1985 \| 1244 \| \| 1992 \| 1091 \| \| 2001 \| 1101 \| \| 2011 \| 952 \| \| 2021 \| 1096 \| |           |
| Година на преброяване | Численост |
| 1934 | 1538      |
| 1946 | 1620      |
| 1956 | 1775      |
| 1965 | 1554      |
| 1975 | 1434      |
| 1985 | 1244      |
| 1992 | 1091      |
| 2001 | 1101      |
| 2011 | 952       |
| 2021 | 1096      |

## История
След Руско-турската война 1877 – 1878 г. по Берлинския договор 1878 г. селото – тогава с име Джамбазито, остава в Източна Румелия; присъединено е към България след Съединението 1885 г. Село Джамбазито е преименувано на Калояновец през 1934 г.
Село Джамбазито (Калояновец) е основано в периода 1800 – 1830 г. Селото се състои по това време от 18 къщи, а по-важни родове, живели там, са Караивановския, Саръминевия и Хаджиевия. В селото има килийно училище, което се помещава в дървени бараки при църквата, а от 1870 г. има собствена сграда с три стаи. Историята на селото е описана в съхраняваната в църквата летописна книга, подготвена от отец Атанас, служил в църквата от 1948 до 1996 г.
През османския период Джамбазито е войнушко село.
Според преброяването на населените места в Княжество България на 1 януари 1893 г., в село Джамбазито (Калояновец) има 179 сгради и 1054 жители.
Църква в селото е имало и преди Освобождението; била е опожарена и през 1870 г. по инициатива и с дарения на населението започва строеж на нова църква, който е завършен през 1873 г. Голяма подкрепа при строежа оказват овчарите, организирани в Овчарско дружество. Те почитат Свети Димитър като свой покровител и църквата е наименувана на него. Няма ясна информация дали тъкмо така построената църква е била опожарена по време на Освободителната война. По информация от друг източник създаването на църквата в селото се отнася към 1888 г. („Църква Св. Димитър (1888)“). При земетресението през 1928 г. храмът се срутва до първия етаж; възстановен е в същия вид през 1929 г. със средства от държавата и дарения от населението. Осветен е от митрополит Павел.
Училище в селото (килийно) е открито през 1856 г. В 1866 г. се открива начално училище. През януари 1920 г. то се преобразува в непълна прогимназия, а в края на същата година става основно училище. В училището се обучават и деца от съседните на Калояновец села – Арнаутито, Християново, Ловец, Петрово, Памукчии и други. През 1984 г. то се трансформира в Единно средно политехническо училище (ЕСПУ) „Отец Паисий“, а от 1993 г. е възстановено основното училище.
Кредитна кооперация „Успех“ в село Джамбазито (Калояновец) е създадена през 1908 г. с цел кредитиране на членовете, доставка на стоки от първа необходимост, изкупуване на селскостопански произведения, откриване на потребителни магазини. Променя наименованието си на Потребителна кооперация „Успех“ – село Калояновец през 1947 г. Съхранени са нейни архивни документи до 1996 г.
Читалище „Възраждане“ в село Калояновец е създадено през 1927 г. През 2009 г. на законово основание към наименованието му „Възраждане“ е добавена годината на неговото първоначално създаване и то става „Възраждане – 1927“.
Читалище „Родолюбци – 2010“ в село Калояновец е създадено през 2010 г.

## Обществени институции
Село Калояновец към 2025 г. е център на кметство Калояновец.
В село Калояновец към 2025 г. има:
- читалища „Възраждане – 1927“;[24] и „Родолюбци – 2010“[25];
- действащо общинско основно училище „Отец Паисий“;[26]
- православна църква „Свети Димитър“;[27]
- пощенска станция.[28]

## Културни и природни забележителности
В района на Калояновец е разкопана селищна могила от късния неолит (праисторическа култура Калояновец – Караново IV), характерна за прехода към халколита в земите на днешна Тракия. Керамиката е черна, сиво-черна и кафява на цвят с врязана украса, с бяла и червена инкрустация или с рисувани бели орнаменти и канелюри тип „плисе“. Формите на съдовете са разнообразни, преобладават биконичните. Идолната пластика е от глина. Намерени са пинтадери (плоски съдове) с пиктограми и единични находки, изработени от мед. Културата е идентифицирана от Георги Илиев Георгиев.
Паметник на загиналите през войните 1912 – 1913 г. и 1915 – 1918 г. от село Джамбазито (Калояновец) се намира южно от сградата на кметството. Върху страните му са вдълбани имената на загиналите.
Село Калояновец попада в обхвата на Защитената зона по директивата за местообитанията „Река Съзлийка“.

## Други
В селото е имало футболен отбор „Пантера“ – Калояновец (по прякора на родения в селото известен партизанин), който вече не съществува. Отборът е бил два пъти шампион на някогашното селско първенство (сега А ОФГ).

## Личности
- Стою Неделчев-Чочоолу (1908 – 1987) (по прякор Пантерата), български партизанин и генерал, роден в Джамбазито (Калояновец);
- Генчо Кънев-Циклопа (1904 – 1943), български партизанин, роден в Джамбазито (Калояновец);
- Велко Димитров (1910 – 1984), български партизанин и генерал, роден в Джамбазито (Калояновец).